# 45e division de réserve (Empire allemand)
Pour les articles homonymes, voir 45e division.
La 45e division de réserve est une unité de l'armée allemande qui participe à la Première Guerre mondiale.

## Première Guerre mondiale

### Composition

#### Composition à la mobilisation - 1916
- 89e brigade d'infanterie de réserve

209e régiment d'infanterie de réserve
212e régiment d'infanterie de réserve
- 90e brigade d'infanterie de réserve

210e régiment d'infanterie de réserve
211e régiment d'infanterie de réserve
- 17e bataillon de jäger de réserve
- 45e régiment de cavalerie de réserve
- 45e régiment d'artillerie de campagne de réserve (9 batteries)

#### 1917
- 90e brigade d'infanterie de réserve

210e régiment d'infanterie de réserve
211e régiment d'infanterie de réserve
212e régiment d'infanterie de réserve
- 45e régiment de cavalerie de réserve
- 45e régiment d'artillerie de campagne de réserve (9 batteries)
- 345e bataillon de pionniers

#### 1918
- 90e brigade d'infanterie de réserve

210e régiment d'infanterie de réserve
211e régiment d'infanterie de réserve
212e régiment d'infanterie de réserve
- 45e régiment de cavalerie de réserve
- artillerie

45e régiment d'artillerie de campagne de réserve (9 batteries)
1er bataillon du 20e régiment d'artillerie à pied (1er, 2e et 4e batteries)
- 345e bataillon de pionniers

### Historique
Au déclenchement du conflit, la 45e division de réserve forme, avec la 46e, le 23e corps de réserve.

## Chefs de corps
| Grade           | Nom                  | Date                            |
| --------------- | -------------------- | ------------------------------- |
| Generalleutnant | Albert Schöpflin     | 2 août 1914 - 21 février 1917   |
| Generalleutnant | Walter von Eberhardt | 30 mars 1917 - 24 février 1918  |
| Generalmajor    | Otto von Weise       | 25 février - 13 avril 1918      |
| Generalmajor    | Friedrich Gündell    | 14 avril 1918 - 20 janvier 1919 |